# Дом Лешуковой (Таганрог)
Дом Лешуковой — здание, расположенное на Комсомольском бульваре, 37 в городе Таганроге Ростовской области.

## История
В 1860-х годах владельцем дома значился барон Карл Рейкинг. Следующим владельцем дома был римско-подданный Петр де Росси. Они с женой Терезой Николаевной, воспитывали дочь Марию, родившуюся в 1873 году.
Семейство Росси дружило с купцом Баклажогло и его семьей, были крестными их детям — Николаю и Марии. Отец Петра Яковлевича Росси — Яков Петрович Росси был итальянским вице-консулом, его брат Виктор Яковлевич де Росси в 1872 году обручился с азовской мещанкой Ульяной Андреевной Андроповой.
В период с 1873 по 1880 год дом принадлежал мещанину Константину Кузьминову. В середине 1880-х годов (по другим данным — в 1890 году) владеть домом стала супруга штабс-капитана Вера Солтанова. С 1898 года по 1906 год дом был в собственности дворянина Александра Ивановича Коробьина. В 1915 году дом находился в собственности вдовы Елизаветы Лешуковой.

## Описание
Угловой одноэтажный дом был построен в стиле русского провинциального классицизма с оштукатуренными стенами. Сухарики расположены на венчающем карнизе. Сбоку на цокольном этаже идут 4 окна, по площади центрального фасада — окна с арочным сегментарным входом, которые украшают сандриками на кронштейнах. Парные пилястры прямоугольной формы с дорической капителью размещаются на подоконном карнизе, украшенным орнаментом. Они делят фасад на три части разного размера. Парадный вход создан с кованым зонтом, размещен справа между пилястрами. Под ним содержится орнамент из прямоугольных мелких ниш.